# 札幌日産自動車
札幌日産自動車株式会社（さっぽろにっさんじどうしゃ）とは、北海道札幌市に本社を置く、日産自動車の販売会社である。

## 沿革
- 1959年1月16日 - 札幌日産モーター（株）設立
- 1967年11月 - 本社社屋新築移転（白石区本通）
- 1971年5月 - 北央日産モーターを統合
- 1988年8月 - 現在地に本社新築移転
- 1993年1月 - 現在の社名に変更
- 2005年10月 - 日産サティオ札幌と合併統合

## 事業所

### 新車店舗
- 本店・特販部／札幌市中央区大通西17丁目1-23
- 中央店／札幌市中央区大通東2丁目3-3
- 宮の森店／札幌市中央区宮の森1条1丁目1
- 篠路北店／札幌市北区篠路3条5丁目7-60
- 北店／札幌市東区北43条東1丁目3-15
- 環状東店／札幌市東区本町2条9丁目4-20
- 東苗穂店／札幌市東区東苗穂2条3丁目2-5
- 北36条店／札幌市東区北36条東1丁目4-1
- 北光店／札幌市東区北27条東7丁目3-13
- 白石店／札幌市白石区本通9丁目北4-45
- 白石本通店／札幌市白石区本通10丁目北6-26
- 厚別通店／札幌市白石区川下4条4丁目3-1
- 新さっぽろ店／札幌市厚別区厚別中央1条5丁目1-15
- 月寒店／札幌市豊平区月寒東1条15丁目1-26
- 札幌ドーム前店／札幌市豊平区月寒東1条17丁目5-1
- 平岸店／札幌市豊平区平岸5条9丁目6-14
- 里塚店／札幌市清田区里塚1条3丁目1-10
- 藻岩店／札幌市南区南34条西11丁目2-1
- 西店／札幌市西区西町南12丁目1-35
- 発寒店／札幌市西区発寒14条11丁目1-3
- 稲穂店／札幌市手稲区稲穂3条5丁目9-45
- 手稲店／札幌市手稲区手稲本町3条3丁目7-1
- 江別西店／江別市幸町3-5
- 江別東店／江別市一番町29-3
- 千歳南店／千歳市信濃1丁目6-1
- 千歳北店／千歳市富士1丁目1-2
- 岩見沢インター店／岩見沢市美園6条7丁目6-7
- 岩見沢大和店／岩見沢市大和1条5丁目29-2
- 空知店／砂川市空知太西6条7丁目1-2
- 滝川店／滝川市黄金町西2丁目2-34
- オタモイ店／小樽市オタモイ1丁目9-21
- 小樽運河店／小樽市堺町8-1
- 倶知安店／虻田郡倶知安町南9条東1丁目1-1
- 室蘭中島店／室蘭市中島町4丁目2-6
- 伊達店／伊達市弄月町239-5
- 苫小牧西店／苫小牧市字糸井144-10
- 苫小牧中央店／苫小牧市新中野町2丁目2-1
- 苫小牧東店／苫小牧市日の出町1丁目5-23
- 静内店／日高郡新ひだか町静内末広町2丁目1-23

### 中古車店舗
- くるまるく伏見／札幌市中央区南16条西19丁目1-15
- くるまるく新道／札幌市東区伏古10条3丁目3-12
- くるまるく北／札幌市東区北43条東1丁目3-15
- くるまるく雁来／札幌市東区東雁来7条1丁目16
- 白石カープラザ／札幌市白石区本通9丁目北4-45
- くるまるく西／札幌市西区西町北16丁目1-8
- くるまるく八軒／札幌市西区八軒6条西11丁目1-7
- 千歳カープラザ／千歳市信濃1丁目6-1
- くるまるく岩見沢／岩見沢市美園6条7丁目6-7
- 小樽カープラザ／小樽市オタモイ1丁目9-21
- くるまるく室蘭／室蘭市東町3丁目28-1
- くるまるく苫小牧／苫小牧市日の出町1丁目5-27

## 北海道内の日産各販売会社
- 北海道日産自動車
- 旭川日産自動車
- 北見日産自動車
- 帯広日産自動車
- 日産プリンス札幌販売
- 函館日産自動車